# Liblín
Liblín (en allemand : Liblin) est une commune du district de Rokycany, dans la région de Plzeň, en République tchèque. Sa population s'élevait à 255 habitants en 2021.

## Géographie
Liblín est arrosée par la Berounka et se trouve à 21 km au nord-nord-ouest de Rokycany, à 24 km au nord-est de Plzeň et à 67 km à l'ouest-sud-ouest de Prague.

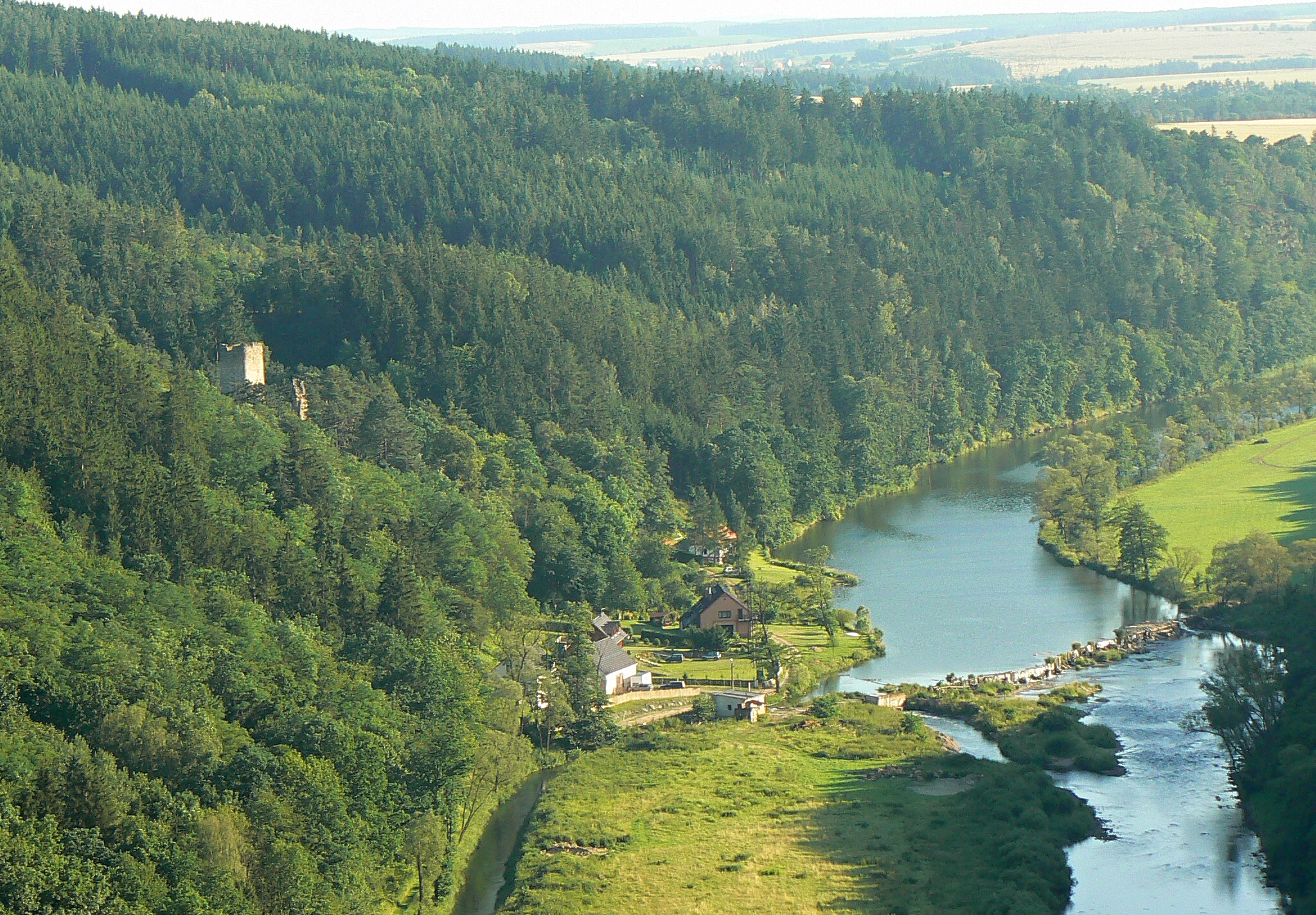
La Berounka dans le parc Horni Berounka.
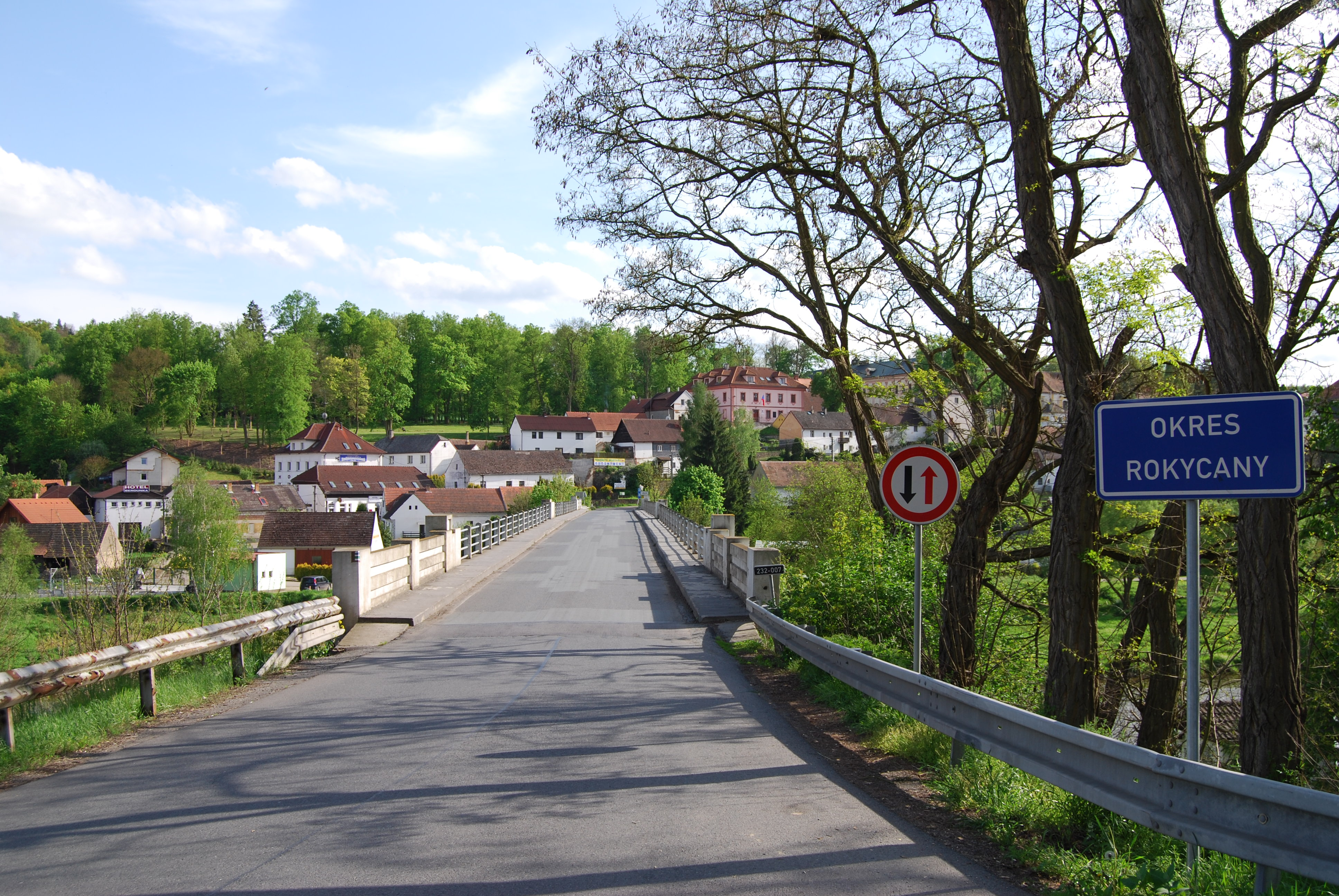
Liblín : pont sur la Berounka.

La commune est limitée par la rivière Berounka et la commune de Kozojedy à l'ouest et au nord, par Bujesily et Lhotka u Radnic à l'est et par Němčovice au sud.

## Histoire
La première mention écrite du village date de 1180. Liblín est mentionnée dans les textes historiques du XIIIe siècle comme étant la propriété du monastère de Saint-Georges de Prague. Vers 1360, la construction du château de Libštejn est lancée par le chevalier Oldřich Tista de Hedčany près du village, sur une colline appelée Radomyšl. Après son achèvement, il appartient à l'une des plus importantes familles nobles du pays, les seigneurs de Libštejn de Kolovrat. Au tournant des XIVe et XVe siècles, l'ensemble de Liblín fait partie du domaine de Libštejn, qui a été pillé et incendié à plusieurs reprises par les hussites qui ont assiégé le château de Libštejn pendant les guerres hussites (1420-1433).
Entre 1503 et 1508, le propriétaire du domaine, Albrecht Libštejnský de Kolovrat, est le chancelier suprême du royaume de Bohême, et donc le représentant du roi dans le pays en son absence. Après la mort d'Albrecht en 1510, le domaine devient la propriété de la famille Wallenstein, qui s'est installée dans la forteresse construite à Liblín au milieu du XVIe siècle. Cette famille aristocratique a provoqué la division progressive du domaine entre différents propriétaires par sa mauvaise gestion. La famille Gryspek, du château de Kaceřov voisin, acquiert la propriété au début du XVIIe siècle.

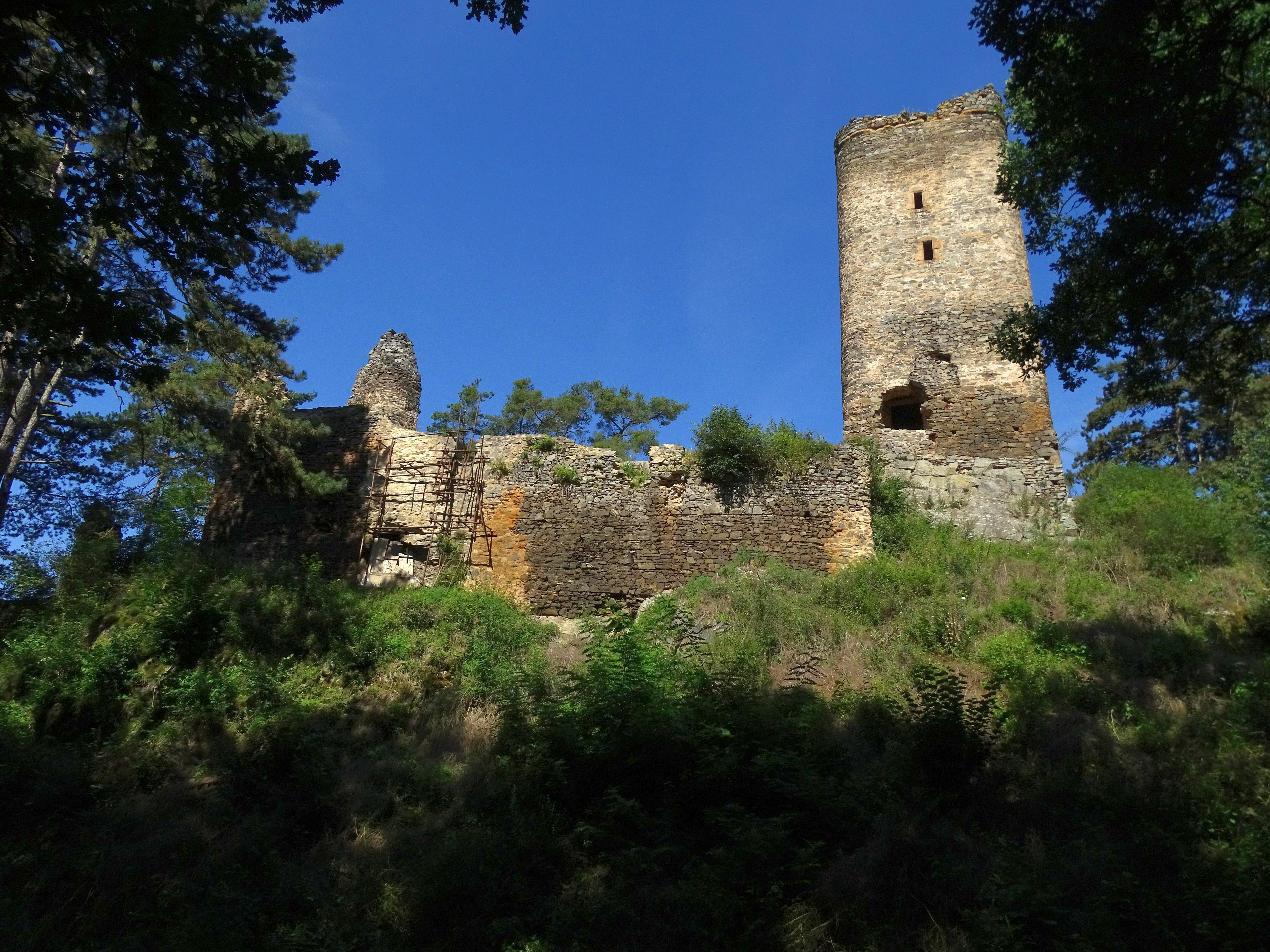
Ruines de château de Libštejn.

Pendant la guerre de Trente Ans (1618-1648), Liblín est pillée à plusieurs reprises par les armées de passage. Après la reconstruction du château dans le style baroque, le domaine connaît une renaissance au XVIIIe siècle. Cependant, le château a subi de nombreuses reconstructions, dont la plus importante, qui a fixé l'aspect classique actuel du bâtiment, a été achevée au milieu du XIXe siècle par le comte Wurmbrand. Après plusieurs changements dans les titres de propriété, l'État est devenu propriétaire du château en 1945.

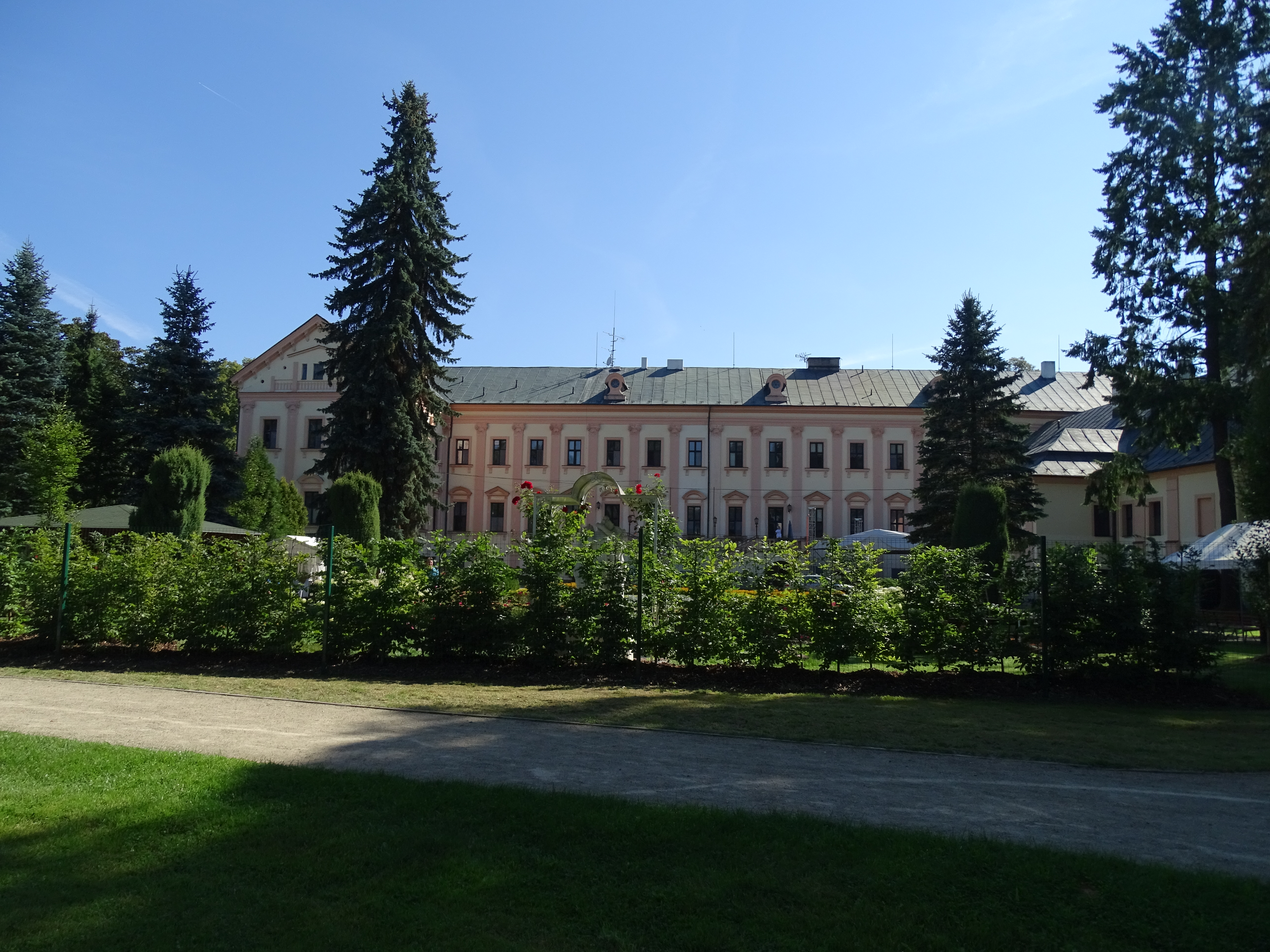
Château de Liblín.
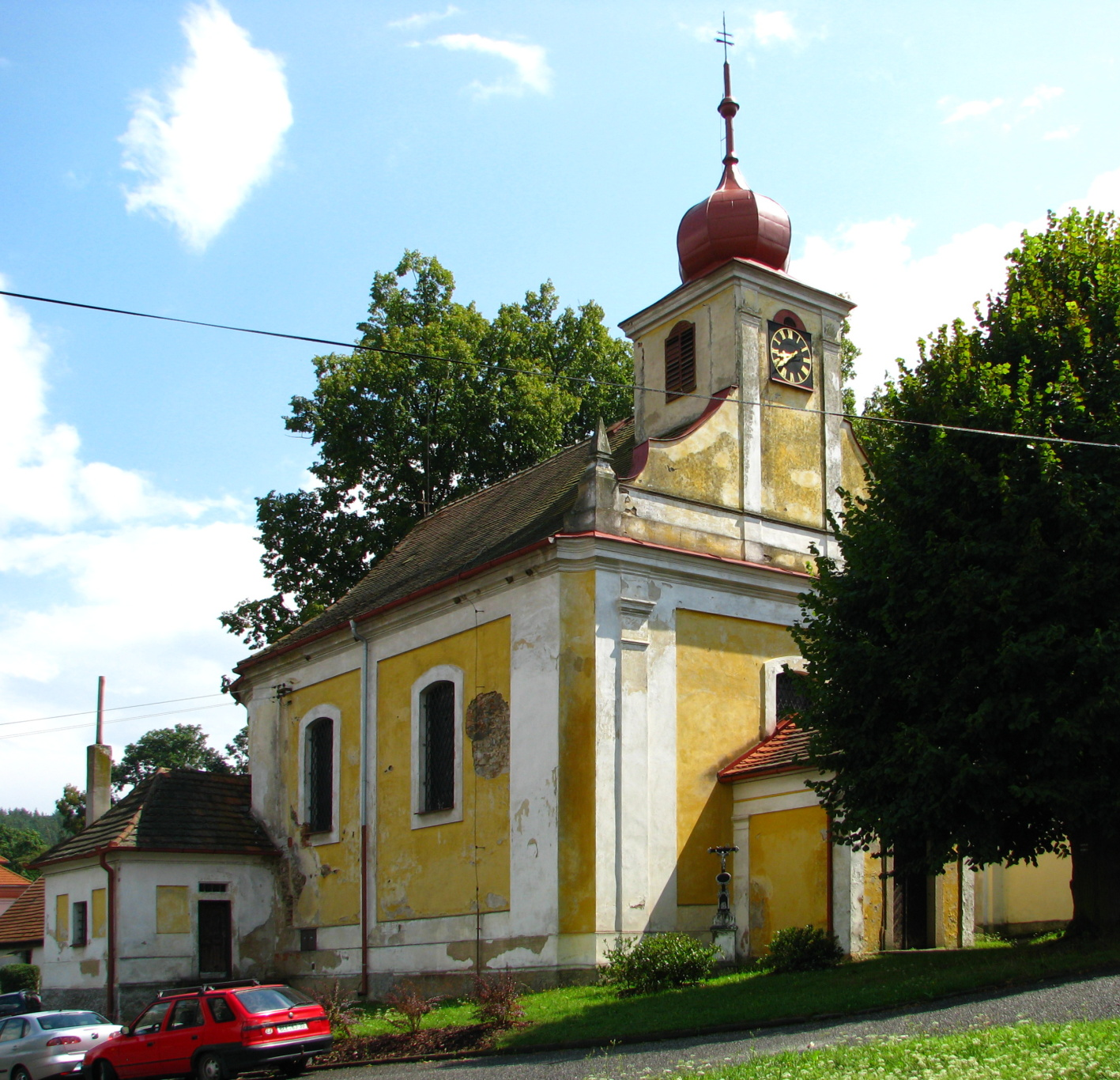
Église Saint-Jean-Népomucène.

Autre fait important de l'histoire de Liblín, la construction, à partir de 1751, de l'église dédiée à saint Jean Népomucène, dont la statue a été placée sur la place du village en 1753. À partir de 1754 et pendant 220 ans, les habitants du village purent fréquenter l'école, qui était située dans le bâtiment de l'actuelle mairie. 
En 1929, le bac sur la rivière Berounka a été remplacé par un pont, qui facilite considérablement les communications.

## Transports
Par la route, Liblín se trouve à 11 km de Kralovice, à 24 km de Rokycany, à 33 km de Plzeň et à 86 km de Prague.